# مرا به خاطر بسپار، عشق من
مرا به خاطر بسپار، عشق من (انگلیسی: Remember Me, My Love) فیلمی در ژانر رمانتیک و درام به کارگردانی گابریل موچینو است که در سال ۲۰۰۳ منتشر شد. از بازیگران آن می‌توان به فابریتزیو بنتیوولیو، لائورا مورانته، گیولیا میچلینی، ایزابلا اورسینی و مونیکا بلوچی اشاره کرد.

## خلاصه داستان
کارلو خانواده‌ای از طبقه متوسط ایتالیا، ”کارلو” از زندگی یکنواخت خود با همسرش «گیلیا» خسته شده‌است و …